# Las Cruces (Guatemala)
Pour les articles homonymes, voir Las Cruces.
Las Cruces est une localité guatémaltèque situé dans le département du Petén. Elle est fondée le 22 novembre 2011 en se séparant de la municipalité de La Libertad Petén.

## Politique
Le gouvernement des municipalités guatémaltèques est confié à un conseil municipal, tandis que le code municipal — qui a le statut de loi ordinaire et contient des dispositions applicables à toutes les municipalités guatémaltèques — établit que « le conseil municipal est l'organe collégial le plus élevé pour délibérer et décider des affaires municipales [...] et a son siège dans le district de la capitale municipale ». Enfin, l'article 33 du code susmentionné établit qu'« il incombe exclusivement au conseil municipal d'exercer le gouvernement de la municipalité ».
Le conseil municipal est composé du maire, des syndics et des conseillers, élus directement au suffrage universel et secret pour une période de quatre ans, et rééligibles,.